# 마들린 셔우드

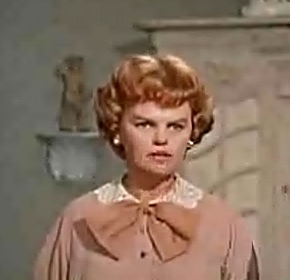

매들린 셔우드(Madeleine Sherwood, 1922년 11월 13일 ~ 2016년 4월 23일)는 캐나다의 배우이다.
몬트리올에서 태어났다.

## 영화
- 발레리나의 꿈 (1989년)
- 브로큰 바우 (1987년)
- 끝없는 사랑 (1984년)
- 더 일렉트릭 그랜드마더 (1982년)
- 부활 (1980년)
- 더 체인질링 (1980년) - 노먼 부인 역
- 펜듈럼 (1969년)
- 원 라이프 투 리브 (1968년)
- 귀향 (1967년)
- 도망자 (1963년)
- 스윗 버드 오브 유스 (1962년)
- 뜨거운 양철 지붕 위의 고양이 (1958년)